# Borbón (Filipinas)
Borbón es un municipio de la provincia de Cebú en Filipinas. Según el censo del 2007, tiene 32,278 habitantes.

## Barangayes
Borbón se subdivide administrativamente en 19 barangayes.
| - Bagacay - Bili - Bingay - Bongdo - Bongdo Gua - Bongoyan - Cadaruhan - Cajel - Campusong - Clavera | - Don Gregorio Antigua (Taytayan) - Laaw - Lugo - Managase - Población - Sagay - San José - Tabunan - Tagnucan |

- Datos: Q315827
- Multimedia: Borbon, Cebu / Q315827

1. ↑  Worldpostalcodes.org, código postal n.º 6008.